# تور جهانی بلندپروازی بلوند
تور جهانی بلندپروازی بلوند (به انگلیسی: Blond Ambition World Tour) (معروف به تور جهانی "تور جهانی بلندپروازی بلوند ۹۰") (به انگلیسی: Blond Ambition World Tour 90) سومین تور کنسرت خواننده آمریکایی، مدونا، بود. این تور به حمایت از آلبوم چهارم او به نام «مثل یک نیایش» (۱۹۸۹) و آلبوم موسیقی متن فیلم «دیک تریسی، از نفس افتاده‌ام» (۱۹۹۰) انجام شد. این تور با ۵۷ نمایش از ۱۳ آوریل ۱۹۹۰ در چیبا، ژاپن، آغاز شد و در ۵ اوت ۱۹۹۰ در نیس، فرانسه، به پایان رسید. این تور علاوه بر اینکه اولین کنسرت‌های مدونا در سوئد و اسپانیا بود، ابتدا به عنوان تور جهانی «مثل یک نیایش» برنامه‌ریزی شده بود و قرار بود توسط تولیدکننده نوشابه پپسی حمایت مالی شود. با این حال، این شرکت به دنبال جنجال‌هایی که در مورد موزیک ویدیوی «مثل یک نیایش» به وجود آمد، قرارداد را لغو کرد.